# Ecce
Nicholas Lisher, bedre kendt som Ecce er en techno-producer fra Storbritannien.